# Juozas Dautartas
Juozas Dautartas (* 18. März 1959 in Vilnius) ist ein litauischer grüner Politiker, Mitgründer (2011) und erster Leiter (2011–2012) der litauischen Grünenpartei Lietuvos žaliųjų partija.

## Leben
Nach dem Abitur an der sowjetlitauischen Mittelschule absolvierte Juozas Dautartas von 1978 bis 1983 das Diplomstudium der Biologie an der Vilniaus universitetas in der litauischen Hauptstadt Vilnius und  wurde Biologe sowie Lehrer der Biologie und der Chemie.	Von 1983 bis 1985 war er Lehrer in der Mittelschule in Vištytis. Bis 1989 arbeitete Dautartas am Forschungsinstitut der Zoologie und Parasitologie. Von 1994 bis 1995 arbeitete er im Unternehmen UAB „Dega“. Von 1999 bis 2002 leitete er als Direktor eine Stiftung.  Von 2002 bis 2003 leitete er eine Unterabteilung der Umweltschutzbehörde in Vilnius. Danach arbeitete er als stellvertretender Leiter der Abteilung Vilnius im Umweltschutzdepartment.
Juozas Dautartas nahm bei der Parlamentswahl in Litauen 2012 in der Liste von LVŽS teil.
Juozas Dautartas ist verheiratet und hat eine Tochter sowie einen Sohn.